# Sencillo

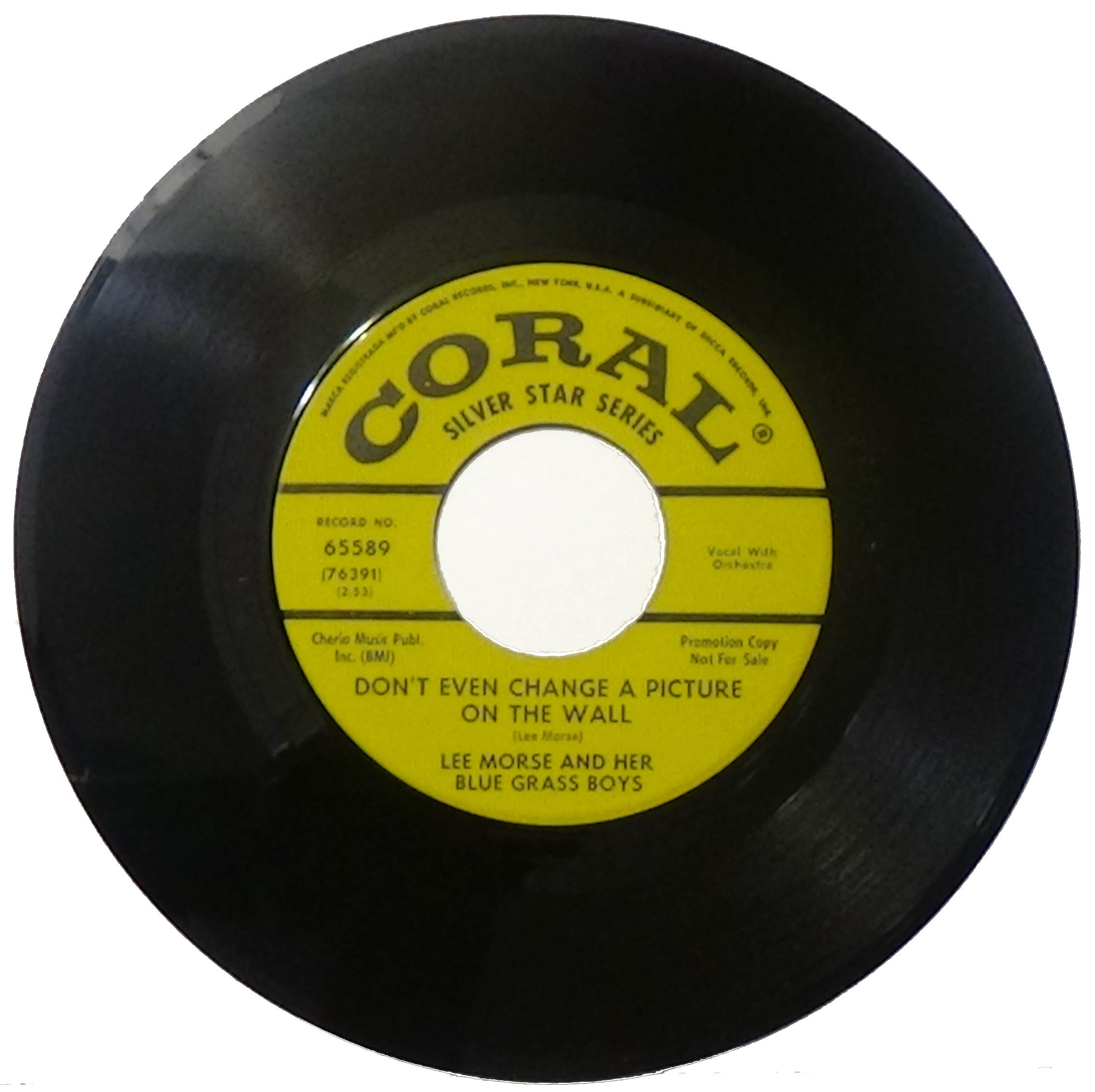
Los primeros sencillos se publicaban en discos de vinilo.

Un sencillo (en inglés: single), también llamado simple, corte o corte de difusión, es un disco fonográfico de corta duración con una o dos grabaciones en cada cara.
El primer medio de publicación de un sencillo era el disco de vinilo, que venía en un formato de 18 cm (en medidas sajonas: 7 pulgadas), pero con la nueva tecnología se publicaron posteriormente sencillos en disco compacto y para descarga digital. Su publicación generalmente cumple fines de promoción, distribución y segmentación (para radios, DJ, etcétera) y mercadeo, existiendo diversos formatos como el sencillo promocional y el maxisencillo.

## Descripción
El sencillo presenta por lo general una o dos canciones principales (llamadas cara A y cara B). La primera contiene la canción que se presenta, y la segunda presenta otra canción adicional que comúnmente es una mezcla o remezcla diferente del tema principal, otra canción del repertorio del álbum o algún tema inédito no incluido en el álbum.
Solían emplearse para las rockolas en los bares, donde al insertar una moneda se escogía el tema que se quería escuchar.

## Fines

### Promoción
El tema principal del sencillo generalmente proviene de un álbum musical que ya ha sido o será lanzado de forma inminente, a fin de dar a conocer el álbum o el artista y promover la venta.

### Distribución y segmentación
En muchas ocasiones en las caras A se publican versiones para radio («edición radio» o «edición para radio», en inglés «radio edit») por dos razones principales: para que tenga una longitud adecuada para la radio (generalmente acortando la canción original), o para censurar cualquier vulgaridad que pueda contener la canción en su versión original.

### Mercadeo y coleccionismo
Generalmente en las caras B se incluyen temas inéditos, remezclas exclusivas y otros extras (versiones extralargas, versiones que incluyen lenguaje vulgar, versiones raras, versiones interpretadas en directo...), con la intención de obsequiar al consumidor con un artículo de coleccionismo o mercadeo. Esta característica es común en el formato maxisencillo.

## Tipos de sencillos

### Sencillo comercial
El sencillo comercial es el que se pone para la venta al público, generalmente con el formato clásico de dos canciones: una en la cara A, que es la canción que se promociona, y otra en la cara B, que puede ser otra canción del álbum, o una remezcla o mezcla del tema original, o un tema inédito o una versión instrumental y otra a capela; lo que fomenta su comercialización.

### Sencillo promocional
Un sencillo promocional, por lo general, es un disco que trae una única canción, aunque en raras ocasiones incluye dos canciones, e incluso una canción y un avance (en inglés snippet).
Son publicados principalmente para ser distribuidos en las emisoras de radio y discográficas, por lo general no traen portada, sino que el disco viene incluido en una funda bien sea de plástico o papel; aunque excepcionalmente se distribuye al público, si se le suele incluir portada y contraportada, normalmente distintas a las del sencillo comercial. En otras ocasiones el público solo puede conseguir estos sencillos como obsequio comprando un álbum o LP u otros productos, fomentando así la venta de estos, aunque en la actualidad no es habitual.

### Doble sencillo
Generalmente contiene una sola cara A comercial ubicada en uno de los lados del disco, pero en el formato de doble sencillo posee dos (cada una ubicada físicamente en uno de los lados del disco), ya que son dos las canciones principales. Ambos títulos se unen gráficamente mediante la tipografía «/» (llamada barra) componiendo el título del doble sencillo, aunque en ocasiones dicho título puede ser distinto a ambos, presentando cualquier otra denominación. Suele ser considerado independiente de la publicación de los sencillos por separado, y su publicación suele destinarse a segmentos de mercado donde el sencillo único (al mismo precio) no obtendría ventas suficientes.

### Maxisencillo
Un maxisencillo o simplemente maxi (del inglés maxi single) es un formato musical para sencillos que presenta más de dos canciones.
Es un sencillo musical en formato de doce pulgadas (12", tiene el mismo tamaño de un LP). Generalmente un sencillo trae 1 o 2 temas como máximo: una canción en la cara A (el sencillo) y otra en la cara B (la canción acompañante); formato típico en un sencillo de siete pulgadas (7"). Un maxisencillo suele incluir entre 3 y 5 canciones. Este tipo de discos es un preludio de un posterior LP. Es muy común incluir en la cara B del maxisencillo canciones inéditas o, si no, también canciones que quedaron descartadas del álbum.
Otra característica común del Maxisencillo es que contuviera la versión bailable o para club de las canciones (club version) las cuales tenían una duración promedio mínima de 4:30 minutos.

### Álbum sencillo
En la música surcoreana, la terminología para «álbumes» y «sencillos» es única e incluye un término adicional, el «álbum sencillo» (en hangul, 싱글 음반; romanización revisada, singgeul eumban), una categoría de lanzamientos que no se encuentra fuera de Corea del Sur. En inglés, la palabra «álbum» en uso normal se refiere a un lanzamiento LP con múltiples canciones. Por el contrario, la palabra coreana para «álbum» (en hangul, 음반; romanización revisada, eumban) denota una grabación musical de cualquier duración publicada en medios físicos; tiene un significado más cercano a las palabras en inglés «grabación» o «lanzamiento». Aunque los términos «álbumes sencillo» y «sencillos» son similares y, a veces, incluso pueden superponerse en significado, según el contexto, se consideran dos tipos de lanzamiento distintos en Corea del Sur. Un «álbum sencillo» se refiere a un lanzamiento físico (como CD, LP u otros medios) que recopila una o más canciones, mientras que un «sencillo» es solo una canción en sí misma, generalmente para descarga o streaming. La lista Gaon Album Chart rastrea las ventas de todos los álbumes offline lanzados como medios físicos, lo que significa que los álbumes sencillo compiten junto con los álbumes de estudio (y todos los demás álbumes). Gaon Digital Chart, que rastrea descargas y streamings, es considerada como la lista oficial de los sencillos.
Como un tipo de lanzamiento distinto, el álbum sencillo se desarrolló durante la era del CD en la década de 1990. Este tipo de álbum, que generalmente incluyen dos o tres canciones, se comercializaron como una alternativa más asequible a un álbum completo. El término «álbum sencillo» a veces se usa para referirse a un lanzamiento que simplemente se llamaría «sencillo» en contextos occidentales, como un disco de 7" y 45 RPM lanzado antes del advenimiento de la música descargable.
Para dar un ejemplo de las diferencias entre un álbum de estudio, álbumes sencillo y sencillos: el grupo de K-pop, Big Bang, tiene un álbum de estudio titulado Made, que se lanzó originalmente como una serie de cuatro álbumes sencillo: M, A, D y E. Se incluyeron dos sencillos en cada uno de estos álbumes; el primero de la serie, M, contiene las canciones «Loser» y «Bae Bae».
Un álbum sencillo es distinto de un sencillo, incluso si solo incluye una canción. «Gotta Go» de Chungha fue lanzado como un álbum titulado XII, que era un CD de una sola canción. A pesar de que «Gotta Go» fue la única canción en XII, los dos lanzamientos tienen títulos diferentes y posicionaron en Gaon Chart de forma separada: XII se ubicó en el cuarto puesto de Gaon Album Chart, mientras que «Gotta Go» se ubicó en el segundo puesto de Gaon Singles Chart.

## Formatos

### Vinilo
El formato tradicional de sencillos, generalmente de 7 pulgadas (12 en los maxi sencillos). Sus ventas decayeron en los años 1990 con la aparición del disco compacto, pero se mantuvo gracias a la utilización del formato vinilo por parte de los DJ y los coleccionistas. El mercado de sencillos en vinilo continuó en esta crisis hasta 2001 manteniéndose básicamente gracias a los DJ, cuando vino el repentino surgimiento de los lanzamientos sencillos gracias al auge de la música electrónica, a la bajada de los precios de las herramientas de creación musical y a la divulgación de la cultura musical y el coleccionismo.

### Casete
Constituyó la alternativa al vinilo a mediados de los años 1980, distribuyéndose hasta la aparición del disco compacto que lo sustituyó prácticamente en su totalidad.

### Disco compacto
Un sencillo en CD es un sencillo musical en la forma de un disco compacto de tamaño estándar. El formato de disco compacto para sencillos fue introducido por primera vez a mediados de la década de 1980, pero no fue puesto en el mercado hasta 1990. Los CD pronto ensombrecieron las ventas de otros formatos como el vinilo y el casete, comenzando la década de 1990. Las compañías comenzaron a lanzar menos sencillos, al punto de que Billboard cambió sus reglas de permitir sencillos sin lanzamientos comerciales. Como consecuencia de esta nueva norma, la producción y las ventas de sencillos disminuyeron enormemente.
Hoy en día están siendo reemplazados en parte por las descargas digitales.

### Vídeo
Tradicionalmente en VHS, este formato contenía el videoclip del sencillo y se distribuía o bien a los canales de música televisada y discográficas o bien al consumidor junto con el casete del sencillo.

### DVD
El formato DVD para sencillos fue introducido a fines de los 1990 y a inicios de 2000. Aunque si bien varias compañías registradas los han rechazado para emitir discos compactos, se han publicado numerosos en este formato. Considerados como artículos de colección, generalmente contienen el videoclip de la canción del sencillo, y ocasionalmente extras, cómo se hizo y galerías de fotos. Este formato reemplazó al de vídeo que tradicionalmente contenía los videoclip.

## La versión sencillo y la versión editada para radio
La «versión sencillo» suele ser un poco más corta que la versión oficial del álbum y, fundamentalmente sale publicada por lo general en el disco sencillo del tema correspondiente, bien sea en formato de vinilo o en CD.
La «versión sencillo» no es necesariamente idéntica a la «versión editada para radio» (en inglés radio edit), ya que estas, que por lo general están hechas para ser destinadas a la distribución para su promoción radial, siendo más cortas que la propia versión sencillo y estando censuradas. También la «versión sencillo» puede ser una versión inédita en su masterización o interpretación.